# Manoa

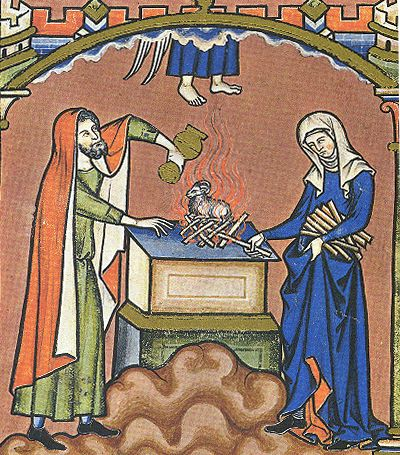
Manoa y su mujer estéril sacrifican un carnero al ángel del Señor. Miniatura pintada en París, ca 1250 (Biblia Maciejowski).

Manoa es un personaje que aparece en Jueces 13:1-23 y 14:2-4 de la Biblia. Su nombre significa "descanso" o "quietud".

## Familia
Según el relato bíblico, Manoa era de la tribu de Dan y vivía en la ciudad de Zorá. Se casó con una mujer que resultó estéril, cuyo nombre la Biblia no menciona, pero que se habría llamado Hazelelponi o Zʻllpunith.
Manoa y su mujer fueron los padres del famoso juez Sansón. Según la tradición rabínica también tuvieron una hija llamada Nishyan o Nashyan.

## Nacimiento de Sansón
Manoa y su mujer no tenían hijos, pero un ángel del Señor se le apareció a la esposa de Manoa y le dijo que daría a luz un hijo. El niño, desde el vientre de su madre, debía ser consagrado como nazareo, lo que implicaba restricciones en su dieta, que el ángel explicó en detalle. La mujer dijo entonces a su marido, "Un hombre de Dios vino a mí" y Manoa oró y el ángel regresó para instruir a ambos. Tras retirarse el ángel, Manoa dice a su mujer: "De seguro moriremos, pues hemos visto a Dios."
Posteriormente, Manoa y su mujer trataron de disuadir a Sansón de casarse con una filistea, pero finalmente viajan con él a Timna para asistir a la boda.
Tras la muerte de Sansón, su familia recupera el cadáver y lo entierra cerca de la tumba de Manoa.

## En la cultura
- En la película estadounidense de 1914 Sansón, Manoa fue interpretado por George Periolat y su esposa por Lule Warrenton.[7]

- En la película de 1996 Sansón y Dalila, Manoa, interpretado por Paul Freeman, se muestra como un hombre pobre. A su mujer se la llama Mara.